# Пол Крампел
Пол Крампел (на френски: Paul Crampel) е френски армейски офицер, изследовател на Африка.

## Младежки години (1864 – 1888)
Роден е на 17 ноември 1864 година в Нанси, Франция. През 1872 семейството се премества в Дордон. След като завършва образованието си, Крампел е нает за секретар от Пиер Саворнян дьо Браза. Браза изготвя голям проект за изследване на басейна на река Огове в Габон и възможните пътища за проникване на френското влияние в Екваториална Африка. През 1888 Браза поверява на Крампел да изследва северния басейн на Огове.

## Изследователска дейност (1888 – 1891)
На 12 август 1888 година Крампел тръгва на север от горното течение на река Огове, пресича басейна на десния ѝ приток река Ливиндо и достига до горното течение на река Нтем. Проследява част от течението ѝ и след това се отклонява на югозапад и в края на януари 1889 достига до Бата (1°52′ с. ш. 9°46′ и. д. / 1.866667° с. ш. 9.766667° и. д.) в Екваториална Гвинея.
През следващата година по поръчение на „Френския комитет за Африка“ възглавява военна експедиция, целта на която е изследване и завоюване на района на езерото Чад и намиране на преки пътища оттам до Алжир. На 15 август 1890 с 30 сенегалски войници и 250 носачи тръгва от езерото Стенли Пул нагоре по река Конго и по притока ѝ Убанги и на 25 септември достига до новооснования град Банги (сега столица на Централноафриканската република). На 1 януари 1891, вече в по-голям военен състав, експедицията тръгва от Банги, пръв от европейците пресича вододела Нил-Чад и прониква в изворната област на река Шари, по точно при една от образуващите я река Баминги. Военният поход завършва трагично както за Крампел, който е убит на 9 април 1891 година близо до селището Дар Ел Кути, така и за голяма част от останалите участници.